# Mehurići (Travnik, BiH)
Mehurići su naseljeno mjesto u sastavu općine Travnik, Federacija Bosne i Hercegovine, BiH.

## Povijest
U Mehurićima je bio logor Mehurići, zatvorenički logor pod upravom Muslimana-Bošnjaka tijekom bošnjačko-hrvatskog sukoba namijenjen za Hrvate. U Mehurićima je bila i baza mudžahedina koji su u njoj imali zapovjedništvo, kamp za obuku i smještaj mudžahedina i dragovoljaca iz islamskih zemalja.
Dva su bila zatočenička objekta za Hrvate. Logori su bili pod kontrolom 306. brigade ABiH kao i civilne policije u Mehurićima: osnovna škola (Škola) i kovačka radionica (Kovačnica). U osnovnoj školi u dvorani za tjelesni odgoj bilo je zatočeno oko 250 hrvatskih civila, u razdoblju od 6. do 24. lipnja 1993. godine. Većina zatočenika u Školi bile su starije osobe, žene i djeca. Među njima je bilo i trudnica. Nakon sporazuma o razmjeni između ABiH i HVO-a, 24. srpnja 1993. godine, hrvatski civili zatočeni u Školi razmijenjeni su za Bošnjake zatočene u Skradnom, općina Busovača, dok je nekoliko muškaraca odvedeno u KP dom u Zenici.
U Kovačnici je u razdoblju od 6. lipnja 1993. do 4. srpnja 1993. godine, bilo zatočeno između 20 i 30 Hrvata, civila i vojnika HVO-a. Zatočenici iz Kovačnice su 4. srpnja 1993. godine premješteni u KP dom u Zenici. MKSJ je 22. travnja 2008. godine oslobodilo Envera Hadžihasanovića komandne odgovornosti za okrutno postupanje u Kovačnici u Mehurićima, a za ostale ratne zločine počinjene u srednjoj Bosni osuđen je na tri i po godine.